# تخریب اعتبار
تخریب اعتبار (به انگلیسی: credit crunch) (همچنین به عنوان فشار اعتبار (به انگلیسی: credit squeeze)، فشردگی اعتبار (به انگلیسی: credit tightening) یا بحران اعتبار شناخته می‌شود) کاهش ناگهانی در دسترسی عمومی وام (یا اعتبار) یا سخت شدن ناگهانی شرایط مورد نیاز برای اخذ وام از بانک‌ها است. یک بحران اعتباری به‌طور کلی شامل کاهش در دسترسی اعتبار مستقل از افزایش نرخ بهره رسمی است. در چنین شرایطی، رابطه بین میران دسترسی اعتبار و نرخ بهره تغییر می‌کند. اعتبار با هر نرخ بهره رسمی مشخص کمتر می‌شود یا رابطه واضح بین نرخ بهره و در دسترس بودن اعتبار وجود دارد (به عنوان مثال سهمیه بندی اعتبار رخ می‌دهد). بسیاری اوقات، یک بحران اعتباری با پرواز به سمت کیفیت توسط وام دهندگان و سرمایه گذاران همراه است، زیرا آنها به دنبال سرمایه‌گذاری‌های کم خطر تر (اغلب با هزینه شرکت‌های کوچک و متوسط) هستند.

## علت‌ها

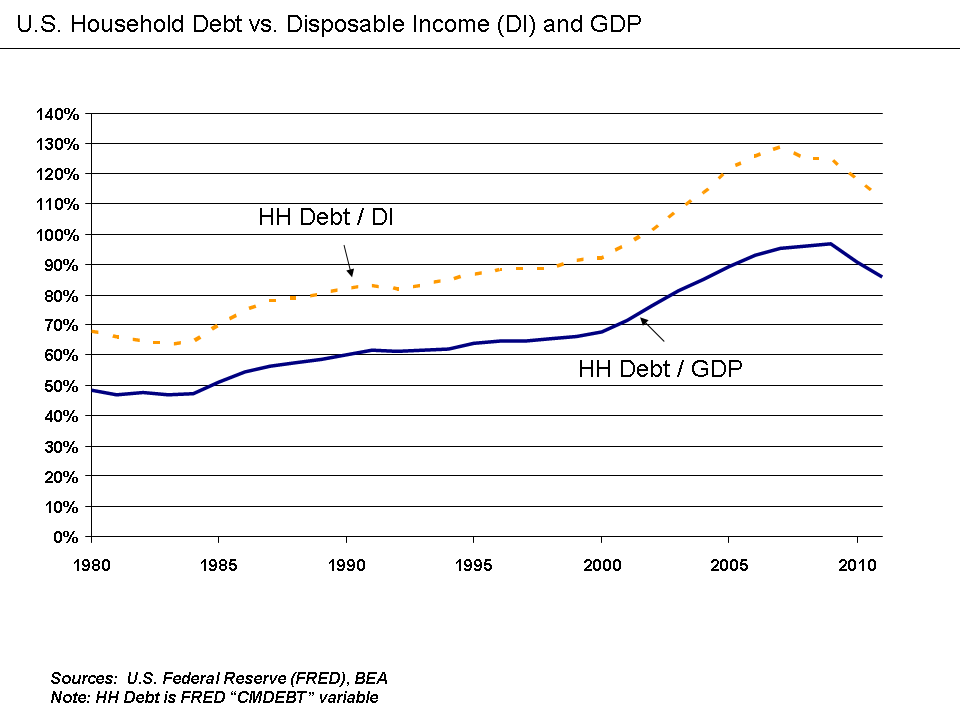
بدهی خانوار ایالات متحده نسبت به درآمد یکبار مصرف و تولید ناخالص داخلی.

بحران اعتباری غالباً ناشی از دوره پایدار وام‌های بی دقت و نامناسب است و در صورت تشدید باعث می‌شود زیان موسسات وام و سرمایه گذاران به بدهی منجر شود و میزان کامل بدهی‌های بد معلوم شود.
چندین دلیل وجود دارد که بانکها ممکن است به‌طور ناگهانی فعالیت وام دهی را متوقف یا کند کنند. به عنوان مثال وام دادن باوجود اطلاعات ناکافی در مورد وضعیت مالی وام گیرندگان از جمله این مواردند، در حالی که افشای ناگهانی اطلاعات حاکی از این است که وام گیرندگان اعتبار کمتری دارند یا می‌توانند منجر به انقباض ناگهانی اعتبار شوند. علل دیگر می‌تواند شامل کاهش ارزش پیش‌بینی وثیقه شده توسط بانکها برای تأمین وام باشد. تغییر برون زا در شرایط پولی (به عنوان مثال، جایی که بانک مرکزی ناگهان و به‌طور غیرمنتظره نیازهای ذخیره را بالا می‌برد یا محدودیت‌های نظارتی جدیدی را در وام تحمیل می‌کند). دولت مرکزی کنترل‌های اعتباری مستقیم بر سیستم بانکی تحمیل می‌کند. یا حتی درک بیشتر از ریسک در مورد پرداخت بدهی سایر بانکها در سیستم بانکی.

### تشکیل حباب

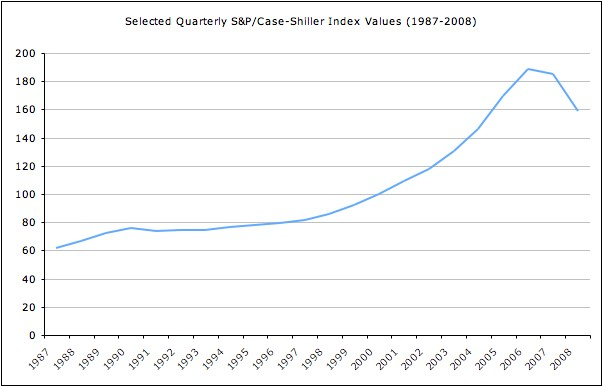
روند قیمت خانه آمریکا (۱۹۸۷–۲۰۰۸) که توسط شاخص Case-Shiller اندازه‌گیری شده‌است. بین سالهای ۲۰۰۰ و ۲۰۰۶ قیمت مسکن تقریباً دو برابر شد و از ۱۰۰ به نزدیک به ۲۰۰ در شاخص افزایش یافت.

در یک حباب اعتباری، استانداردهای وام دقیق تر می‌شوند. اعتبار آسان باعث افزایش قیمت در یک کلاس از دارایی‌ها، معمولاً املاک و مستغلات یا سهام می‌شود. در طی مرحله صعودی چرخه اعتبار، قیمت دارایی ممکن است دوره‌هایی از مزایده با قیمت رقابتی را تجربه کرده و تورم را در بازار دارایی خاصی تحریک کند. این مسئله می‌تواند باعث شود قیمت حبابی ایجاد کند. از آنجا که این افزایش قیمت در ایجاد بدهی جدید، باعث افزایش عرضه پول و تحریک فعالیت‌های اقتصادی نیز می‌شود، تمایل به افزایش موقت رشد اقتصادی و اشتغال ایجاد می‌کند.
هیمن مینسکی، اقتصاددان، انواع وام را که به حباب کمک می‌کند، توصیف کرد. «وام گیرنده پرچین» می‌تواند مبلغ بدهی (وام و سود اصلی) را از جریان وجوه نقدی جاری از طریق سرمایه‌گذاری بپردازد. این وام گیرنده ریسک قابل توجهی نمی‌کند. با این حال، نوع بعدی، «وام گیرنده سوداگر»، وام گیرنده باید به‌طور منظم وام بگیرد یا وام را مجدداً وام بدهد. این وام «وام گیرنده پونزی» (نامگذاری شده برای چارلز پونزی، به طرح پونزی نیز مراجعه کنید) بر اساس این عقیده که افزایش ارزش دارایی برای بازپرداخت بدهی کافی است اما نمی‌توانست با پول نقد به اندازه کافی اقساط را پرداخت کند.
غالباً فقط در گذشته به چشم می‌خورد که شرکت کنندگان در یک حباب اقتصادی می فهمند که نقطه سقوط آشکار است. در این رابطه، حباب اقتصادی می‌تواند ویژگی‌های پویا باشد. بر خلاف طرح پونزی یا طرح‌های هرمی.

### روانشناسی
عوامل روانشناختی متعددی در حباب‌ها و شلوغی‌های مرتبط نقش دارند.
- حرکت گله ای اجتماعی به پیروی از رفتار دیگران اشاره دارد به فرض اینکه آنها درک کنند که چه اتفاقی می‌افتد.[۷] همان‌طور که جان مینارد کینز در سال ۱۹۳۱ در دوران رکود بزرگ مشاهده کرد: "افسوس که یک بانکدار صداپیشه کسی نیست که خطر را پیش بینی کند و از آن اجتناب کند، بلکه کسی که وقتی ویران می‌شود به همراه متفقین خود به روشی متعارف خراب می‌کند؛ و هیچ کس واقعاً نمی‌تواند او را سرزنش کند. "[۱۲]
- ممکن است مردم تصور کنند که روندهای غیرمنتظره مطلوب (به عنوان مثال، نرخ بهره فوق‌العاده پایین و افزایش طولانی مدت دارایی) به‌طور نامحدود ادامه خواهند یافت.
- انگیزه‌ها همچنین ممکن است رفتارهای مخاطره آمیز را تشویق کنند، به ویژه در مواردی که پیامدهای منفی در صورت شرط شدن شرط به صورت جمعی به اشتراک گذاشته شود. گرایش دولت به وثیقه موسسات مالی که دچار مشکل می‌شوند (به عنوان مثال، مدیریت سرمایه بلند مدت و بحران وام مسکن زیرمجموعه)، نمونه‌هایی از چنین خطر اخلاقی را ارائه می‌دهد.
- ممکن است افراد تصور کنند که «این زمان متفاوت است»، که روانشناس دانیل Kahneman بر خلاف نظر بیرونی، که مبتنی بر اطلاعات تاریخی یا عینی بهتر است، از آن به عنوان نمای داخلی یاد می‌کند.

این موارد و سایر تعصبات شناختی که باعث نقض قضاوت می‌شود می‌تواند به حباب‌های اعتباری و گرفتگی‌ها را کمک کند.

### ارزیابی اوراق بهادار
این بحران عموماً با کاهش قیمت بازار دارایی‌هایی که قبلاً «بیش از حد فروخته شده» بوده و به بحران مالی اشاره دارد که ناشی از سقوط قیمت‌ها است. این می‌تواند منجر به سلب مالکیت گسترده یا ورشکستگی برای افرادی شود که اواخر به بازار آمدند، زیرا قیمت دارایی‌های قبلی دارای تورم است و به‌طور کلی بسیار ناگهانی افت می‌کند. در مقابل، یک بحران نقدینگی هنگامی ایجاد می‌شود که یک تجارت غیرقابل تصور، موقتاً نتواند به منابع مالی پول برای توسعه تجارت خود یا صاف کردن جریان‌های نقدی خود دسترسی پیدا کند. در این حالت، دسترسی به خطوط اعتباری اضافی می‌تواند به تجارت اجازه دهد تا راه خود را از طریق این روش پیموده و از ادامه پرداخت آن و اطمینان حاصل کند. شناختن اینکه آیا مشاغل مضطرب دچار بحران پرداخت بدهی یا بحران موقت نقدینگی هستند، اغلب در بحران دشوار است.
در مورد بحران اعتباری، ممکن است ترجیح داده شود " علامت گذاری به بازار " شود - و در صورت لزوم، اگر سرمایه تجارت تحت تأثیر مرحله پس از رونق چرخه اعتبار باشد، فروش یا رفتن به انحلال را ترجیح دهید. از طرف دیگر، در صورت بروز بحران نقدینگی، ممکن است ترجیح داده شود که به اعتبارهای اضافی دسترسی پیدا کند، زیرا با غلبه بر بحران نقدینگی، ممکن است فرصتهای رشد وجود داشته باشد.

## تاثیرها

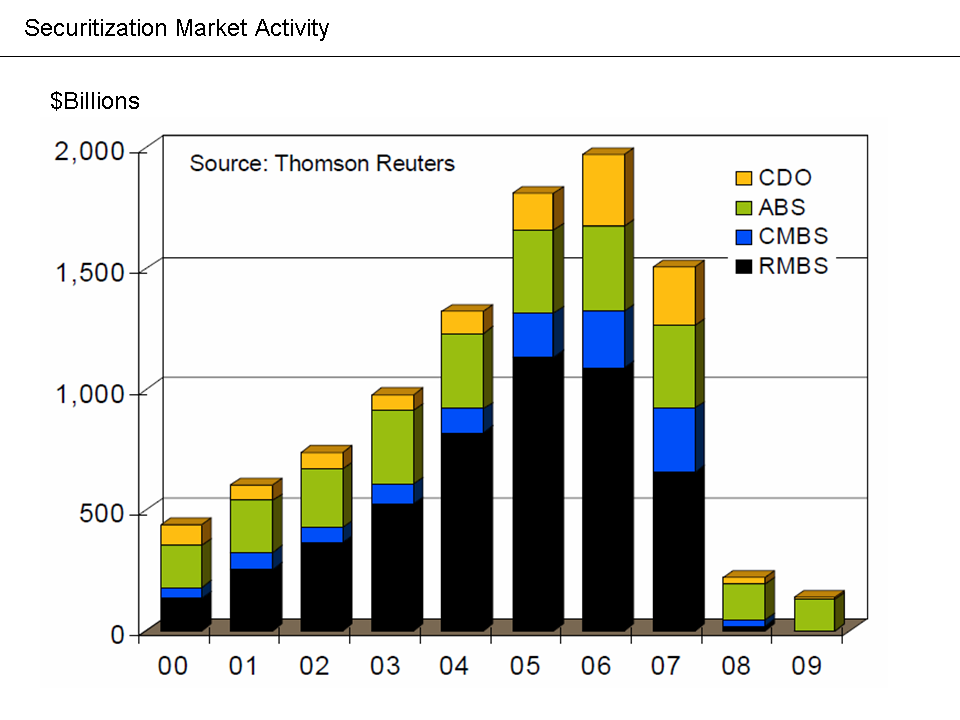
بازارهای اوراق بهادار در جریان بحران دچار اختلال شدند. این نشان می‌دهد که چگونه اعتبار در دسترس در طول بحران ۲۰۰۷–۲۰۰۸ خشک شده‌است.

موسسات مالی مواجه زیان پس از آن ممکن است به کاهش در دسترس بودن اعتبار، و افزایش هزینه دسترسی به اعتبار با افزایش نرخ بهره دست بزنند. در بعضی موارد، وام دهندگان ممکن است در نتیجه ضررهای قبلی نتوانند وام بیشتری بدهند، حتی اگر بخواهند. اگر شرکت کنندگان خودشان به شدت اهرم شوند (یعنی حمل بار بدهی بالایی دارند)، آسیب‌های هنگام ترکیدن حباب را شدیدتر می‌کند، باعث رکود یا افسردگی می‌شود. موسسات مالی ممکن است شکست بخورند، رشد اقتصادی کند شود، بیکاری افزایش یابد و ناآرامی‌های اجتماعی افزایش یابد.

## چشم‌انداز تاریخی
در دهه‌های اخیر، بحران اعتباری اتفاقی نادر یا سیاه قو نبوده‌است. اگرچه اقتصاددانان معدودی قبل از وقوع رویدادهای بحران اعتباری را با موفقیت پیش‌بینی کرده‌اند، اما ریچارد روملت در رابطه با فرکانس شگفت‌آور و منظم بودن آنها در اقتصادهای پیشرفته در سراسر جهان نوشته: "در واقع، در پنجاه سال گذشته ۲۸ مورد شدید بوده‌است. چرخه رونق شکوفایی قیمت خانه و ۲۸ بحران اعتباری در ۲۱ اقتصاد پیشرفته سازمان همکاری اقتصادی و توسعه (OECD). "

## پیوندها
- نظریه چرخه تجارت اتریش
- کسر بدهی
- بحران اعتبار محیطی
- بحران مالی
- لحظه مینسکی
- بحران نقدینگی